# Parankylopteryx speciosa
Parankylopteryx speciosa är en insektsart som först beskrevs av Navás 1925.  Parankylopteryx speciosa ingår i släktet Parankylopteryx och familjen guldögonsländor. Inga underarter finns listade i Catalogue of Life.